# Rameishammer

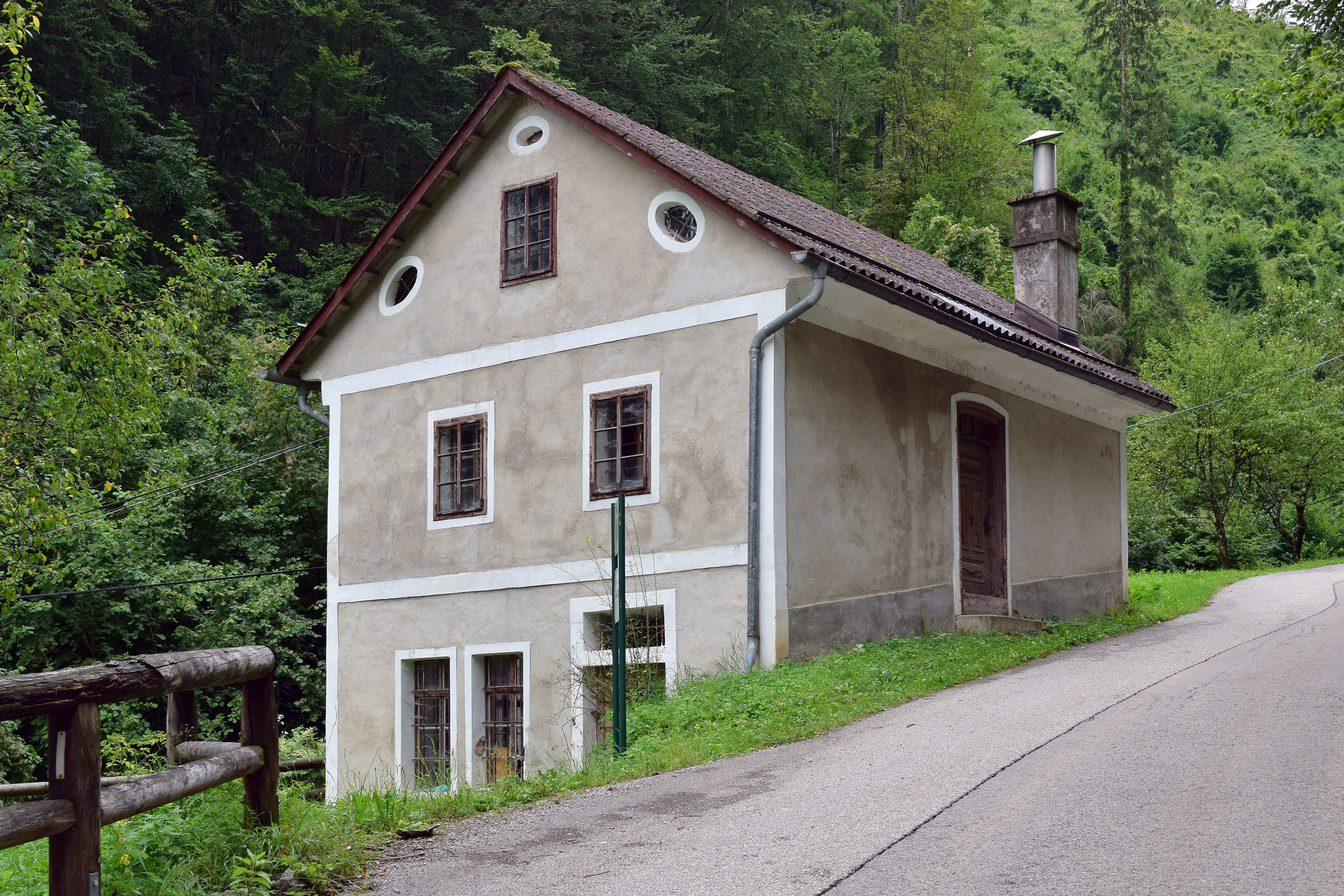
Das Gebäude Rameishammer von Nordosten gesehen (2019)

Rameishammer ist der Name einer ehemaligen Schmiedewerkstatt in der Gemeinde Ternberg im Bezirk Steyr-Land in Oberösterreich. Das Gebäude diente im 19. Jahrhundert der Herstellung von Klingen für die Trattenbacher Taschenfeitel genannten traditionellen Taschenmesser in Trattenbach. Es befindet sich an der Adresse Hammerstraße 45 am Ende des Themenweges im Museumsdorf Trattenbach.

## Geschichte

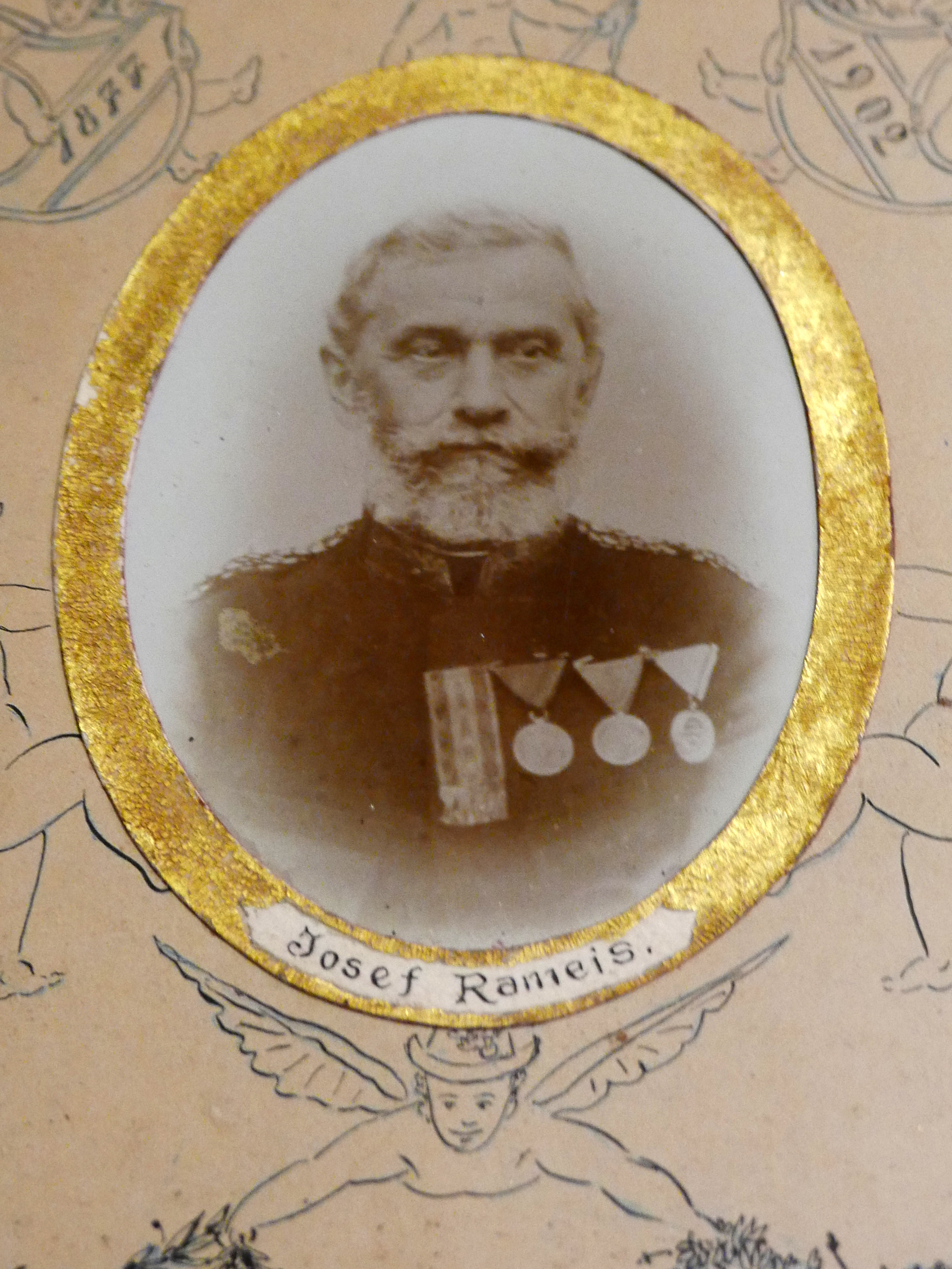
Josef Rameis auf einem historischen Foto

Jahrhundertelang wurden die Klingen für die Trattenbacher Feitel mit dem Fausthammer aus glühendem Stahl geschmiedet. Nachdem der dafür benutzte kohlenstoffreiche Scharsachstahl, ein steirischer Rohstahl, ab 1860 nicht mehr produziert wurde, musste das Herstellungsverfahren geändert werden. Die ortsansässigen Schmiedemeister beschlossen daraufhin, künftig Stahl aus Leoben-Donawitz zu verwenden und das Schmiedeverfahren im ganzen Trattenbachtal einheitlich auf das Schmieden mit Schwanzhämmern umzustellen, die von Wasserrädern angetrieben wurden.
Die Schmiedewerkstatt Rameishammer wurde in der zweiten Hälfte der 1870er Jahre von einer Feitelmacher-Familie namens Rameis an der Hammerstraße im Trattenbachtal erbaut. Laut den im Oberösterreichischen Landesarchiv vorhandenen Bauakten reichte Josef Rameis im Jahr 1877 Pläne für den Bau eines Wasserhammergebäudes bei den Behörden ein und errichtete dieses im Folgejahr.
Der Betrieb des Rameishammers wurde nach dem Ende der traditionellen Taschenmesserherstellung eingestellt. Die Werkstatt gehört zu den wenigen weitgehend unverändert erhalten gebliebenen Produktionsstätten. Der Kulturverein Heimatpflege Ternberg-Trattenbach konnte das Gebäude käuflich erwerben und nutzte es in den 1990er Jahren für Vorführungen der alten Handwerkstechnik. Zwei Informationstafeln des Themenweges stehen beim Gebäude und informieren über seine frühere Nutzung. Darauf wird unter anderem eine historische Ansichtskarte gezeigt, auf welcher die Schmiedewerkstatt als Trattenbacher Sehenswürdigkeit abgebildet ist. Heute befindet sich der Rameishammer in Privatbesitz und ist nicht mehr öffentlich zugänglich.
Das Gebäude steht unter Denkmalschutz. Die denkmalpflegerische Betreuung der Schmiedewerkstatt wurde im Zuge der Vorbereitungen für die Oberösterreichische Landesausstellung 1998 "Land der Hämmer – Die Eisenstraße" übernommen. Der Rameishammer war damals Teil des sogenannten Messerer-Ensembles, das auch die Objekte Hammerstraße 21 (Löschenkohl), Hammerstraße 23a (Brandstätter) und Kienbergstraße 1 (Drechslerei) umfasste.

## Beschreibung

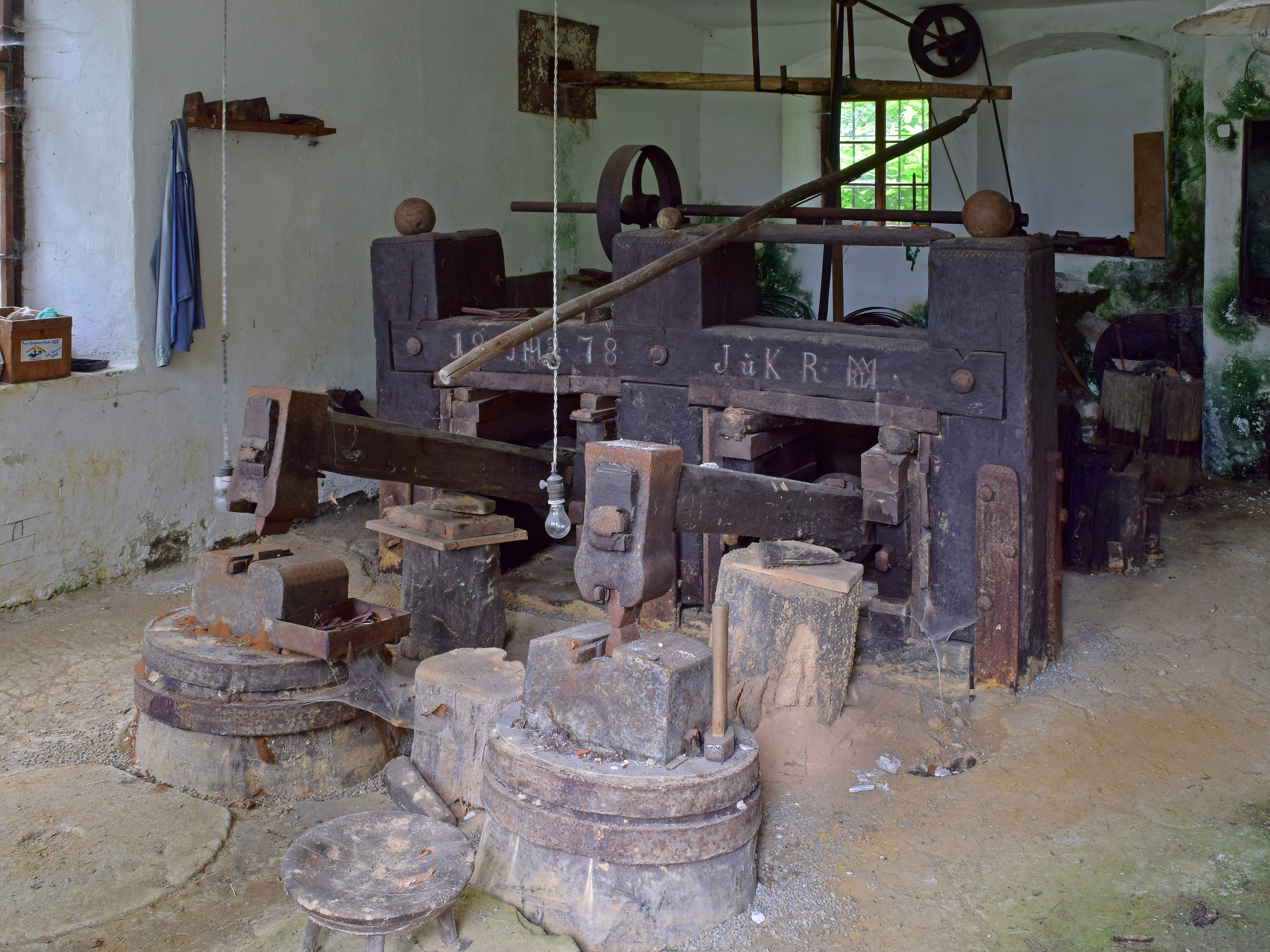
Der Doppelschwanzhammer aus dem Jahr 1878 mit Beschriftung

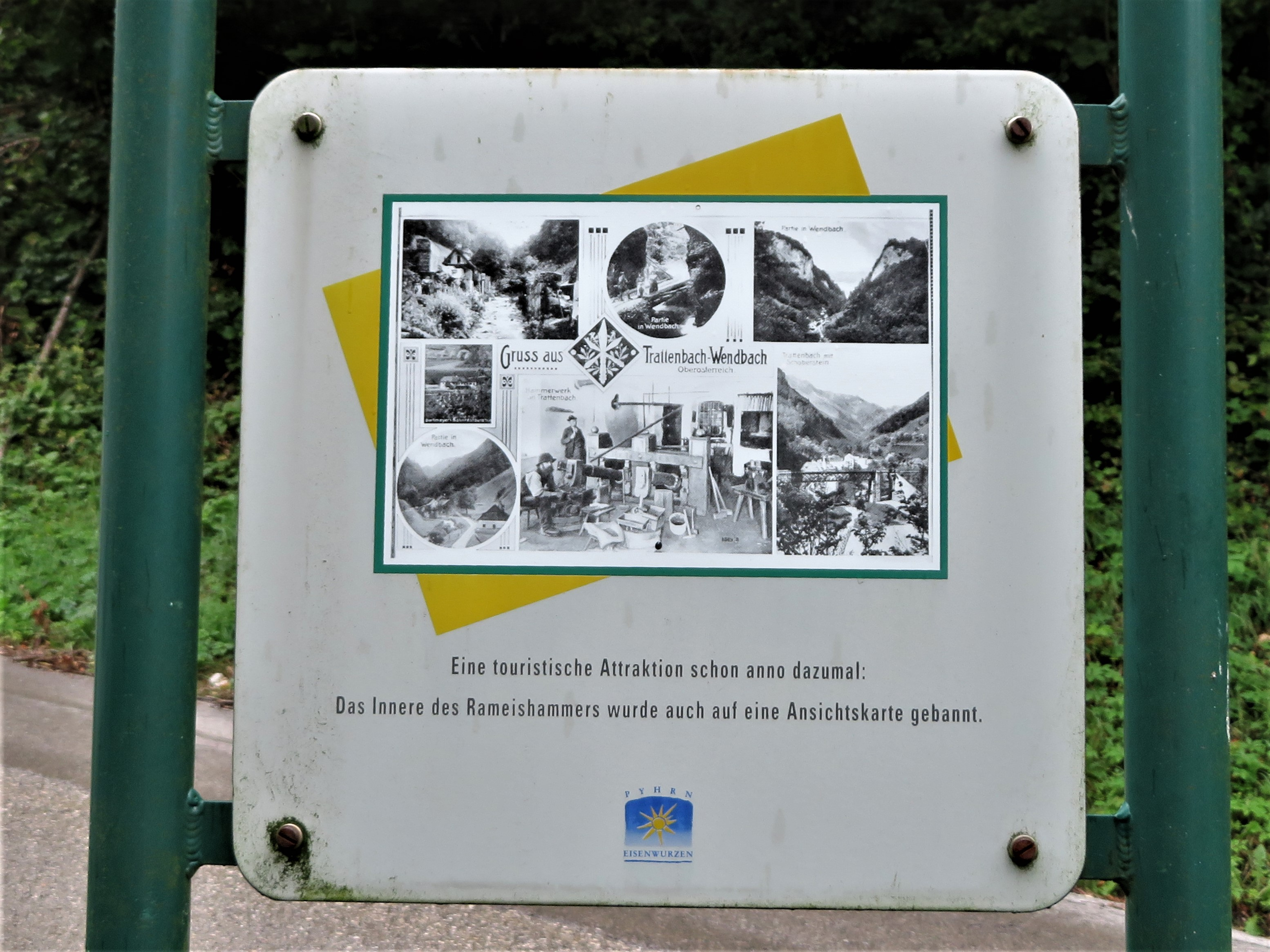
Eine historische Ansichtskarte auf einer Informationstafel zeigt die Schmiedewerkstatt auf einem Foto

Das zweistöckige Gebäude mit Satteldach wurde in der lokaltypischen, spätbiedermeierlichen Bauform errichtet. Der Eingang zur Schmiedewerkstatt im Erdgeschoß liegt auf der Giebelseite im Nordosten. Das Obergeschoß, das von der Hammerstraße aus betreten werden kann, wurde als zusätzlicher Arbeits-, Aufenthalts- und Lagerraum genutzt.
Die Schmiedewerkstatt befindet sich in einem großen, nicht unterteilten Raum, der durch Fenster auf drei Seiten des Gebäudes Tageslicht erhält. Wesentliche Teile der ursprünglichen Ausstattung, darunter die Feuerstelle (Esse), die Vorrichtungen zum Antrieb des Hammers (Transmissionen) und der Doppelschwanzhammer, sind bis heute unverändert erhalten geblieben. An der südöstlichen Außenwand des Gebäudes trieb ein – ebenfalls erhaltenes – hölzernes oberschlächtiges Wasserrad, das über eine Rinne, das sogenannte Grindl, von weiter oberhalb aus dem Trattenbach gespeist wurde, den schweren Doppelschwanzhammer im Innenraum an. Dieser stammt gemäß einer Inschrift auf dem massiven Querbalken des Hammers aus dem Jahr 1878 und ist noch voll funktionsfähig. Die Inschrift umfasst unter anderem auch die Initialen des Besitzerehepaares Josef und Katharina Rameis, „J u K R“.

## Rameiskapelle
Katharina und Josef Rameis, die seit 1876 im etwas unterhalb der Hammerschmiede gelegenen Rameishaus lebten, ließen im Jahr 1891 südwestlich der Hammerschmiede eine kleine Kapelle errichten. Bei einer Straßenbaumaßnahme wurde das Gebäude in den 1960er Jahren demoliert. Im Jahr 1995 wurde die sogenannte Rameiskapelle an ihrem jetzigen Standort einige Meter nordöstlich des Rameishammers neu errichtet. An dieser Stelle hatte vorher das Neuhäusl oder Zimmermannshäusl gestanden, das vor 1820 erbaut worden war.